# 권주리 (바둑 기사)
권주리(權周利, 1997년 9월 8일 ~ )는 대한민국의 바둑 기사이다.

## 약력
전주 출신으로 충암바둑도장에서 바둑을 배웠다. 두터운 전투형 바둑 기사이다. 2014년 제4회 SG배 페어바둑최강전에서 최원용 7단과 한 팀을 이루어 우승을 차지했다.
2015년 제44회 여자입단대회를 통해 입단했다. 2016년 제4회 메지온배 오픈신인왕전 16강과 제1회 꽃보다 바둑 4강에 진출했으며 2017년 제11회 지지옥션배 본선과 제22기 하림배 프로여자국수전 본선 16강, 2017 크라운해태배 본선 32강에 올랐다. 2018년 4월, 2단으로 승단했다. 2019년 제3회 한국제지배 여자기성전에서 3위를 기록했다. 2021년에 3단으로 승단했다.